# 加罗利
加罗利（Gharoli），是印度德里East县的一个城镇。总人口68978（2001年）。

## 人口
该地2001年总人口68978人，其中男性38442人，女性30536人；0—6岁人口11524人，其中男6230人，女5294人；识字率70.30%，其中男性为75.24%，女性为64.08%。